# Ohashi Masahiro
Masahiro Ohashi (sinh ngày 23 tháng 6 năm 1981) là một cầu thủ bóng đá người Nhật Bản.

## Sự nghiệp câu lạc bộ
Masahiro Ohashi đã từng chơi cho Yokohama F. Marinos, Mito HollyHock, Albirex Niigata, Tokyo Verdy, Kawasaki Frontale và Gangwon FC.